# Room Under the Stairs
Albums de Zayn Malik
Nobody Is Listening
(2021)
Room Under the Stairs est le quatrième album du chanteur britannique Zayn Malik, sorti le 17 mai 2024 sous le label Mercury Records.

## Contexte
En juillet 2023, Zayn est interviewé par Alexandra Cooper pour le podcast Call Her Daddy, où il révèle qu'il enregistre un nouvel album et parle d'une partie de son contenu et de sa sonorité : « Je fais un album auquel je ne pense pas que les gens s'attendent vraiment. Ma fille y est mentionnée à plusieurs reprises »,